# Pakala Village
Pakala Village (Kīlauea) – jednostka osadnicza w Stanach Zjednoczonych, w hrabstwie Kauaʻi.